# Avala
L'Avala (511 m s.l.m. - in serbo cirillico, Авала) è una collina prospiciente la città di Belgrado, capitale della Serbia, situata a nord est della città.

## Localizzazione
Il monte Avala sorge a 18 chilometri dal centro di Belgrado, dalla sua sommità è possibile godere un panorama della città e della regione di Šumadija e arrivare a scorgere i territori della Voivodina. Territorialmente appartiene a Belgrado e rientra per la maggior parte nel territorio della municipalità di Voždovac, mentre le sue propaggini meridionali, in quella di Sopot.

## Geografia
Geograficamente, l'Avala rappresenta il punto più settentrionale della regione di Šumadija, la sua altezza è di 511 metri. Fisicamente ha una conformazione tipica dei rilievi della Pianura Pannonica, caratterizzati dalla limitata altitudine e dalla forma allungata, come anche le montagne della non distante Fruška Gora: questi monti, nel periodo giurassico erano le uniche terre emerse tra le acque del Mare pannonico.
È costituita di serpentino, calcare e roccia magmatica con infiltrazioni di laccolite; vi si trovano rocce metallifere di piombo, mercurio, cinabro, cromo, magnesio, potassio e di un tipo particolare di illite denominato avalite. Nonostante sia l'unica montagna della zona, non è fonte di molti fiumi: vi nascono la Topčiderka, affluente della Sava, la Bolečica e il Vranovac. Nei pressi del villaggio di Pinosava, alle pendici occidentali del monte, è stato creato un piccolo lago artificiale.
Attorno all'Avala sorgono alcuni piccoli villaggi tra cui Ripanj, Pinosava, Zuce e Beli Potok che hanno una popolazione che varia dai 2 000 ai 10 000 abitanti.

## Natura
Nonostante sia stata un'area protetta per 150 anni, solo nel 2007 è entrata a far parte di un serio piano di protezione ambientale da parte dell'Amministrazione di Belgrado insieme al parco Topčider con la foresta di Košutnjak e alla Grande isola della guerra. Vi si trovano oltre 600 specie di piante quali il rovere, il cerro carpino, il faggio, l'acacia, il pino nero e il tiglio; vi sono anche alcune specie molto rare, come il bosso e il maggiociondolo  e piante medicinali.

## Storia

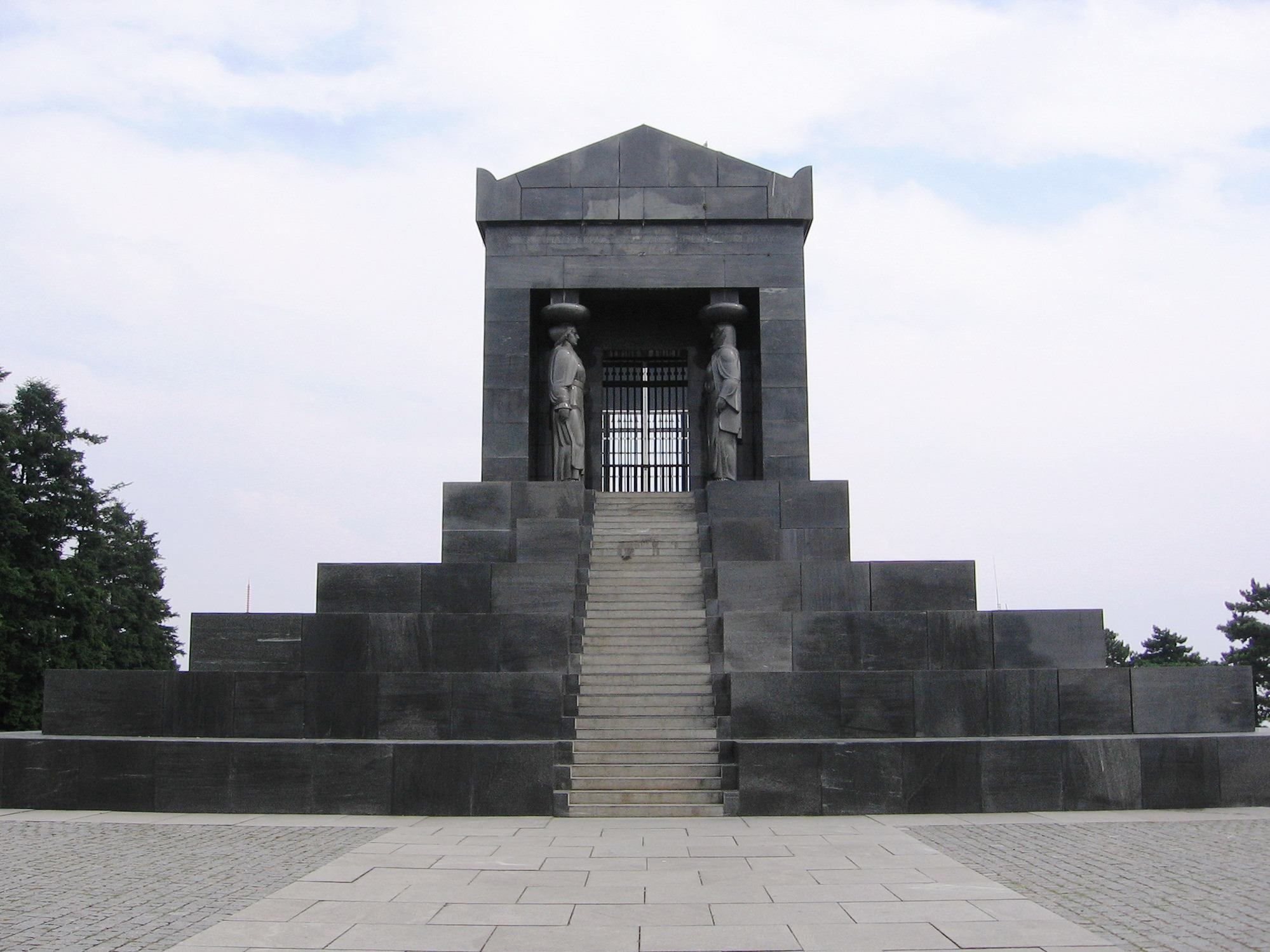
Monumento all'Eroe sconosciuto

Nel Medioevo, sulla sommità dell'Avala fu creato l'insediamento di Žrnov, chiamato anche Avalski Grad che nel 1442 fu conquistato dagli ottomani che al suo posto costruirono una fortezza in opposizione a quella di Belgrado e la chiamarono "Havale" che dall'arabo significava ostacolo.
Dal 1859 è protetta come monumento "naturale". Nel 1934 i resti dell'insediamento di Žrnov furono abbattuti per far posto alla costruzione del monumento all'Eroe sconosciuto. Nel periodo del Regno di Jugoslavia nel 1936 la montagna fu dichiarata parco nazionale, per poi essere retrocessa a "pubblica proprietà di interesse generale" nel 1946. Nel 1965 fu costruita la torre della TV Avala alta 202 metri, una delle più elevate strutture dei Balcani. La torre fu distrutta durante i bombardamenti della NATO nel 1999 e ricostruita identica tra 2006 ed il 2008.

## Turismo
L'Avala è una tra le mete preferite dei belgradesi per trascorrere il tempo all'aria aperta. Sulla montagna sono presenti alcuni monumenti:
- Monumento all'Eroe sconosciuto: dedicato all'ignoto soldato dell'esercito serbo morto durante la prima guerra mondiale;
- Monumento ai Veterani di Guerra Sovietici: opera dello scultore Jovan Kratohvil dedicata ai membri della delegazione sovietica morti nell'incidente aereo sull'Avala il 19 ottobre 1964;
- Parco Memoriale: dedicato alle vittime della Seconda Guerra Mondiale;
- Monumento a Vasa Čarapić: dedicato ad uno dei capi della Prima rivolta serba.